# Rádio Difusão (Erechim)
A Rádio Difusão é uma emissora de rádio localizada na cidade de Erechim, Rio Grande do Sul, operando nas frequências de AM 650 e em FM 94.9. Sua programação é eclética, onde cada emissora possui um foco, a AM para o jornalismo e a FM musical, mantendo a mesma programação intacta com o passar das décadas. Possui grande audiência na cobertura dos jogos do Ypiranga Futebol Clube (Erechim) e do Clube Esportivo e Recreativo Atlântico e em sua programação esportiva.
A história da imprensa na cidade de Erechim e na Região do Alto Uruguai passou a ser escrita com a contribuição audaciosa e pioneira de Aziz Chalela, que fundou a Rádio Difusão Sul Riograndense Ltda - AM, que teve sua concessão outorgada pelo Decreto 45.525, 3 de março de 1959, publicado no DOU em 17 de abril de 1959. A emissora foi inaugurada em 18 de dezembro de 1960, operando com a potência de 5.000 Watts, na freqüência de 650 kHz.